# Seznam králů Saúdské Arábie
Toto je seznam králů Saúdské Arábie od roku 1932, kdy první saúdský král Abd al-Azíz ibn Saúd nastoupil na trůn poté, co bylo království Hidžázu a Nadždu prohlášeno za Saúdskoarabské království. Od 27. října 1986 král Saúdské Arábie nosí titul «Opatrovník dvou svatých mešit».
| jméno       | obrázek | období vlády | život     | rodiče                                                   | poznámky                                     |
| ----------- | ------- | ------------ | --------- | -------------------------------------------------------- | -------------------------------------------- |
| Abd al-Azíz |         | 1932–1953    | 1880–1953 | Abd ar-Rahmán bin Fajsal Sarah as-Sudairi                | král Hidžázu a Nadždu od roku 1926           |
| Saúd        |         | 1953–1964    | 1902–1969 | Abd al-Azíz ibn Saúd Wadha bint Muhammad bin 'Aqab       | byl sesazen                                  |
| Fajsal      |         | 1964–1975    | 1906–1975 | Abd al-Azíz ibn Saúd Tarfa bint Abduallah al Šajch       | byl zavražděn                                |
| Chálid      |         | 1975–1982    | 1913–1982 | Abd al-Azíz ibn Saúd Al Džauchara bint Musaed Al Džiluvi |                                              |
| Fahd        |         | 1982–2005    | 1921–2005 | Abd al-Azíz ibn Saúd Chassa bint Ahmed as-Sudairi        | přijal titul «Opatrovník dvou svatých mešit» |
| Abd Alláh   |         | 2005–2015    | 1924–2015 | Abd al-Azíz ibn Saúd Fahda bint Al Asi Al Shuraim        |                                              |
| Salmán      |         | od 2015      | 1935      | Abd al-Azíz ibn Saúd Chassa bint Ahmed as-Sudairi        |                                              |